# Jean Girodet
Pour les articles homonymes, voir Girodet (homonymie).
Jean Girodet est un lexicographe français, agrégé de grammaire et collaborateur des Éditions Bordas. Il est connu notamment pour ses orientations puristes.